# فريتز فون أوبل
فريتز فون أوبل (بالألمانية: Fritz von Opel)‏ (و. 1899 – 1971 م) هو مخترع، وسائق سيارة سباق، ومهندس، ومتسابق دراجات نارية ألماني، ولد في روسلسهايم، توفي عن عمر يناهز 72 عاماً.

## التعليم
تعلم في جامعة دارمشتات للتكنولوجيا
.

## روابط خارجية
- فريتز فون أوبل على موقع الموسوعة البريطانية (الإنجليزية)
- فريتز فون أوبل على موقع مونزينجر (الألمانية)